# Świąteczna gorączka
Świąteczna gorączka (oryg. Jingle All the Way) – film z 1996 roku w reżyserii Briana Levanta.

## Fabuła
Howard Langston (Arnold Schwarzenegger) jest biznesmenem w średnim wieku. Zapracowany zaniedbuje swoją rodzinę, przez co traci zaufanie swojego synka Jamiego. Gdy zbliżają się święta Bożego Narodzenia, Howard, przypomina sobie, że już wcześniej obiecał synowi zamówić na Gwiazdkę jego ulubioną zabawkę, Turbo-Mana. Howard wyrusza w miasto, aby zdobyć upragnionego Turbo-Mana, jednak jak się okazuje jest on trudno dostępny. Sklepy są po brzegi wypełnione tłumami kupujących. Po drodze Howard poznaje listonosza, Myrona Larabee (Sinbad), który również chce kupić swojemu synkowi Turbo-Mana. Niestety, obu ich nieustannie prześladuje pech a czasu jest coraz mniej. Wyścig z czasem przeradza się w prawdziwą wojnę dwóch zdeterminowanych ojców.

## Obsada
- Arnold Schwarzenegger – Howard Langston
- Jake Lloyd – Jamie Langston
- James Belushi – Mall Santa
- Sinbad – Myron Larabee
- Phil Hartman – Ted Maltin
- Rita Wilson – Liz Langston
- Robert Conrad – Officer Hummell
- Paul Wight – wielki św. Mikołaj

## Polski dubbing
- Marcin Troński – Howard Langston
- Jacek Wolszczak – Jamie Langston